# Xiangshun (köpinghuvudort i Kina, Heilongjiang Sheng, lat 46,07, long 129,13)
Xiangshun (kinesiska: 祥顺, 祥顺镇) är en köpinghuvudort i Kina. Den ligger i provinsen Heilongjiang, i den nordöstra delen av landet, omkring 200 kilometer öster om provinshuvudstaden Harbin. Antalet invånare är 18 976. Befolkningen består av 9 080 kvinnor och 9 896 män. Barn under 15 år utgör 18,0 %, vuxna 15-64 år 76 %, och äldre över 65 år 5,0 %.
Runt Xiangshun är det ganska glesbefolkat, med 50 invånare per kvadratkilometer. Xiangshun är det största samhället i trakten. Trakten runt Xiangshun består till största delen av jordbruksmark.
Genomsnittlig årsnederbörd är 836 millimeter. Den regnigaste månaden är juli, med i genomsnitt 187 mm nederbörd, och den torraste är januari, med 7 mm nederbörd.